# Императивная норма
Императивная норма права (лат. jus cogens) — норма права, точно определяющая права и обязанности субъектов права.

## В общей теории права
Распространена точка зрения, что императивные нормы происходят от императивного метода правового регулирования. Они не могут быть заменены по воле участников, а в случае заключения какого-либо соглашения вопреки положениям таких норм оно не будет иметь юридической силы. 
Важным свойством императивной нормы является определенность количественных и качественных условий применения, а также способа их реализации. 
Императивные нормы могут присутствовать как в публичном праве, так и в частном. В частности, гражданское законодательство содержит императивные нормы относительно правового статуса денег, а также недействительности сделок. Введение императивных норм в частно-правовые нормативные акты преследует цель защиты интересов государства и обеспечения надлежащего функционирования правовой системы в целом. 

## В международном праве
Не существует универсального соглашения относительно того, какие именно нормы международного права являются jus cogens и как та или иная норма достигает этого статуса, но общепринято, что jus cogens запрещает геноцид, морское пиратство, порабощение в целом (то есть рабство, а также работорговлю), агрессивные войны, пытки и незаконное выдворение.
В отличие от обычного права, которое традиционно требует согласия и допускает изменение обязательств между государствами посредством договоров, императивные нормы не могут быть нарушены каким-либо государством «посредством международных договоров или местных или специальных обычаев или даже общих обычных правил, не наделенных такими же правами».
Дискуссии о необходимости необсуждаемых (императивных) норм можно проследить еще в 1758 году (в «Законе народов» Ваттеля) и 1764 году (в "Jus Gentium " Кристиана Вольфа). Но именно решения Постоянной палаты международного правосудия указывают на существование такой императивной нормы в деле SS Wimbledon в 1923 году, не упоминая императивные нормы прямо, но констатируя, что государственный суверенитет не является неотъемлемым.

Согласно статье 53 Венской конвенции о праве международных договоров, любой договор, противоречащий императивной норме, является недействительным:
Договор является недействительным, если на момент его заключения он противоречит императивной норме общего международного права. Для целей настоящей Конвенции императивной нормой общего международного права является норма, принимаемая и признаваемая международным сообществом государств в целом как норма, отступление от которой не допускается и которая может быть изменена только последующей нормой международного права имеющей тот же характер
Императивные нормы не определены каким-либо авторитетным органом, но возникают из прецедентного права и изменения социальных и политических взглядов. Обычно сюда входят запреты на ведение агрессивной войны, преступлений против человечности, военных преступлений, морского пиратства, геноцида, апартеида, рабства и пыток. Например, международные трибуналы постановили, что никакому государству недопустимо приобретать территорию посредством войны.